# アラゴングランプリ

モーターランド・アラゴン

アラゴングランプリ（アラゴンGP、Aragon Grand Prix）は、ロードレース世界選手権(MotoGP)の一戦として、スペインのアラゴン州にあるモーターランド・アラゴンで2010年に初開催されたオートバイレースイベントである。

## 概要
元々2010年シーズンはハンガリーグランプリがバラトンリンクで開催される予定であったが、サーキットの完成が間に合わないことからキャンセルされ、リザーブサーキットとして指定されていたモーターランド・アラゴンでの代替開催が実現することとなった。アラゴンGPは、スペインGP、カタルーニャGP、バレンシアGPに続くスペイン4つめのグランプリとなった。
初年度の開催成功を受けて、2011年シーズンから正式なグランプリの1戦としてカレンダーに載ることとなった。

## 歴代優勝者

### アラゴンGPの優勝者
| 年   | サーキット | 125cc                    | Moto2                      | MotoGP                     | 結果 |
| ---- | ---------- | ------------------------ | -------------------------- | -------------------------- | ---- |
| 2010 | アラゴン   | ポル・エスパルガロ       | アンドレア・イアンノーネ   | ケーシー・ストーナー       | 詳細 |
| 2011 | アラゴン   | ニコラス・テロル         | マルク・マルケス           | ケーシー・ストーナー       | 詳細 |
| 年   | サーキット | Moto3                    | Moto2                      | MotoGP                     | 結果 |
| 2012 | アラゴン   | ルイス・サロム           | ポル・エスパルガロ         | ダニ・ペドロサ             | 詳細 |
| 2013 | アラゴン   | アレックス・リンス       | ニコラス・テロル           | マルク・マルケス           | 詳細 |
| 2014 | アラゴン   | ロマーノ・フェナティ     | マーベリック・ビニャーレス | ホルヘ・ロレンソ           | 詳細 |
| 2015 | アラゴン   | ミゲル・オリベイラ       | エステベ・ラバト           | ホルヘ・ロレンソ           | 詳細 |
| 2016 | アラゴン   | ホルヘ・ナバーロ         | サム・ロウズ               | マルク・マルケス           | 詳細 |
| 2017 | アラゴン   | ホルヘ・ナバーロ         | フランコ・モルビデリ       | マルク・マルケス           | 詳細 |
| 2018 | アラゴン   | ホルヘ・マルティン       | ブラッド・ビンダー         | マルク・マルケス           | 詳細 |
| 2019 | アラゴン   | アロン・カネト           | ブラッド・ビンダー         | マルク・マルケス           | 詳細 |
| 2020 | アラゴン   | ジャウマ・マシア         | サム・ロウズ               | アレックス・リンス         | 詳細 |
| 2021 | アラゴン   | デニス・フォッジア       | ラウル・フェルナンデス     | フランチェスコ・バニャイア | 詳細 |
| 2022 | アラゴン   | イサン・ゲバラ           | ペドロ・アコスタ           | エネア・バスティアニーニ   | 詳細 |
| 2024 | アラゴン   | ホセ・アントニオ・ルエダ | ジェイク・ディクソン       | マルク・マルケス           | 詳細 |

### テルエルGPの優勝者
| 年   | サーキット | Moto3            | Moto2        | MotoGP               | 結果 |
| ---- | ---------- | ---------------- | ------------ | -------------------- | ---- |
| 2020 | アラゴン   | ジャウマ・マシア | サム・ロウズ | フランコ・モルビデリ | 詳細 |